# Жепче (Боснія і Герцеговина)
Жепче (босн. і хорв. Žepče, серб. Жепче) — місто в середній частині Боснії і Герцеговини, у Зеніцько-Добойському кантоні Федерації Боснії та Герцеговини, адміністративний центр однойменної громади. Назва міста походить від лат. emtio (купівля, придбання), яке шляхом перетворень -xemtio-xepcio-xepce- набуло нинішнього вигляду.

## Історія
Місцевість заселена ще в доісторичні часи. Поселення уперше згадується ще за часів Римської імперії. Джерела засвідчують, що місто Жепче підтримувало наприкінці ХІІ століття торговельні зв'язки з Рагузькою республікою. Перша писемна згадка датується 14 жовтня 1458 і міститься у грамоті Стефана Томаша (ця дата відзначається як муніципальне свято — День громади Жепче). Після поневолення Боснії Османською імперією Жепче опинилося у Боснійському санджаку у складі Боснійського еялету, згодом — у кадилику Брод, а з 1584 р. входило до кадилика Тешань. Під час походу Євгена Савойського 18 жовтня 1679 року місто було підпалено, а після повернення з походу на Сараєво місцеву фортецю було заміновано. Після окупації Боснії Австро-Угорщиною Жепче потрапило до складу Травницького округу. 1880 року у місті засновано читальню, 4 жовтня того ж року в Жепче з'явилася Державна народна школа.
1918 року місто опинилося в Державі Словенців, Хорватів і Сербів. Із 1929 р. — у Дринській бановині Королівства Югославія. В утворену 1939 року Бановину Хорватія місто не ввійшло попри спроби хорватсько-сербської Селянсько-демократичної коаліції домогтися включення до неї котару (району) Жепче.
У часи НДХ місто спершу належало до Великої жупи Лашва-Глаж, а потім — до Великої жупи Лашва-Плива, де було центром району (котару). Котар Жепче охоплював громади Новий Шехер, Возуча, Завидовичі та власне Жепче.
На початку Боснійської війни місто спільно боронять проти великосербської агресії хорвати і мусульмани, організовані політично і військово у лавах ХРО. Мусульмани і хорвати мали спільний шпиталь, спільні військово-медичні команди, разом воювали на передовій. Проте з початком боснійсько-хорватського конфлікту зростає напруженість і в Жепче. Босняки залишають лінії фронту, навіть тікають з окопів, а коли у місті сформувався підрозділ АРБіГ, напруженість стала ще більшою. 24 червня 1993 року Жепче стало ареною боїв між бійцями ХРО та вояками АРБіГ за повний контроль над містом. Після Дейтонської угоди 1995 року місто в кінцевому підсумку ввійшло до босняцько-хорватської Федерації Боснії та Герцеговини.

## Населення
| Жепче        |                |                |                |                |
| рік перепису | 2013           | 1991           | 1981           | 1971           |
| мусульмани   | 2 696 (49,38%) | 3.367 (60,44%) | 2.337 (54,90%) | 2.242 (69,87%) |
| хорвати      | 2.591 (47,45%) | 1.450 (26,03%) | 935 (21,96%)   | 637 (19,85%)   |
| серби        | 82 (1,502%)    | 270 (4,847%)   | 252 (5,920%)   | 227 (7,074%)   |
| югослави     | —              | 381 (6,839%)   | 640 (15,03%)   | 33 (1,028%)    |
| албанці      | 5 (0,092%)     | —              | 7 (0,164%)     | 6 (0,187%)     |
| македонці    | —              | —              | 2 (0,047%)     | 4 (0,125%)     |
| словенці     | —              | —              | 2 (0,047%)     | 7 (0,218%)     |
| чорногорці   | 4 (0,073%)     | —              | 11 (0,258%)    | 22 (0,686%)    |
| інші         | 82 (1,502%)    | 103 (1,849%)   | 71 (1,668%)    | 31 (0,966%)    |
| загалом      | 5.460          | 5.571          | 4.257          | 3.209          |

## Спорт
У місті базується однойменний футбольний клуб.